# Friedrich Alexander Bischoff
Friedrich Alexander Bischoff von Klammstein (18 mei, 1928 - Wenen, 14 januari, 2009) was een Oostenrijks sinoloog, tibetoloog en mongoloog.
Bischoff was professor aan de Universiteit van Indiana in Bloomington en later, van 1982 tot 1983, professor in Chinese talen en Chinese literatuur aan de Universiteit Hamburg. Na zijn emeritaat was hij ereprofessor in het Mongools en cultuurgeschiedenis aan de Universiteit van Wenen, waar hij ook klassiek Chinees doceerde.